# Rogues
Rogues é uma comuna francesa na região administrativa de Occitânia, no departamento de Gard. Estende-se por uma área de 30,22 km². Em 2010 a comuna tinha 109 habitantes (densidade: 3,6 hab./km²).